# Parafia Trójcy Przenajświętszej w Piekarach Śląskich
Parafia Trójcy Przenajświętszej znajduje się w Szarleju, dzielnicy Piekar Śląskich.

## Budowa kościoła
Szarlej jako dawna osada górnicza, w przeszłości stanowiła samodzielną gminę administracyjną, należącą do parafii Piekary. Dzięki szybkiemu rozrostowi gminy oraz szybko wzrastającej liczby ludności już ok. 1910 roku mieszkańcy Szarleja zaczęli myśleć o budowie swojego kościoła. Budowa kościoła w Szarleju stawała się coraz to bardziej potrzebna zwłaszcza w porze letniej, gdy tłumy pielgrzymów przychodziły do Piekar na stanowe pielgrzymki mężczyzn i kobiet. Powstanie kościoła należy liczyć z rokiem 1914, gdy pewna wdowa podarowała na jego budowę kwotę 7 000 marek. Hrabia Henckel von Donnersmarck z Nakła podarował grunt pod budowę kościoła, jednakże ostatecznie w 1928 na miejscu planowanego kościoła powstał cmentarz. Inicjatorem budowy kościoła był w 1927 roku miejscowy fabrykant i hurtownik Karol Mutz. Po uzyskaniu lokalu na urządzenie prowizorycznej kaplicy, mieszkańcy Szarleja wysunęli wniosek, aby ich nowym proboszczem mianować profesora gimnazjum w Tarnowskich Górach – ks. Józefa Ledwonia.
24 grudnia 1927 roku rozpoczęto formalnie budowę od poświęcenia tymczasowej kaplicy, na miejscu dawnej kuźni. Probostwo znajdowało się w budynku, w którym kiedyś był areszt. 
W kwietniu 1928 roku podczas Świąt Wielkanocnych zaprezentowano wystawę projektów nowego kościoła. Wybrano projekt w stylu modernistycznym. Po otrzymaniu gotowego projektu wraz z kosztorysem, 23 lipca 1929 roku rozpoczęto wstępne prace przy budowie kościoła. 22 września 1929 roku biskup Arkadiusz Lisiecki dokonał poświęcenia kamienia węgielnego. Kościół poświęcił 3 grudnia 1933 roku wikariusz generalny ks. infułat Wilhelm Kasperlik. Projektantem kościoła był inż. Zygmunt Gawlik z Krakowa, konstruktorami byli inż. Artur Allnoch ze Świętochłowic i inż. Konstantyn Gabryś z Katowic. Projekt wystroju wnętrza jest dziełem artysty plastyka Macieja Bieniasza z Katowic. W 2000 roku kościół został odmalowany.  W 2002 roku arcybiskup Damian Zimoń poświęcił nowy wystrój prezbiterium autorstwa architektów: Beaty Goczoł i Piotra Średniawy. Ołtarz Matki Boskiej Fatimskiej ufundowano w 1955 roku, a witraże autorstwa prof. Adama Bunscha w 1958 r. Święty Pius, Święta Barbara i Święty Józef – to 3 nowe dzwony zawieszone 6 września 1959 r. W 1969 r. kościół został otynkowany. Do parafii należy także kaplica w Wojewódzkim Szpitalu Chirurgii Urazowej w Piekarach Śląskich.

## Parafia
1 listopada 1915 roku ustanowiona została w Szarleju stacja duszpasterska, aby wspomagała planowaną budowę kościoła.
23 grudnia 1927 roku utworzono lokalię. Dekretem z 1 maja 1931 roku biskup Stanisław Adamski podniósł Szarlej do rangi pełnej parafii. 
 Proboszczowie: 
- ks. Józef Ledwoń, substytut (kuratus) 1927–1931, proboszcz 1931–1940
- ks. Maksymilian Kowalczyk, administrator 1940–1957, proboszcz 1957–1976
- ks. Józef Porcek 1976–1977
- ks. Jan Kurpas 1977–1995
- ks. Eugeniusz Witak, administrator 1995, proboszcz 1996–2021
- ks. Andrzej Kos, administrator 2021–2022, proboszcz od 2022